# Beatmania
beatmania (en Estados Unidos: hiphopmania y en Corea del Sur: beatstage) es el primer videojuego musical de beatmania y también es el primer videojuego de la historia de BEMANI, el cual en aquel entonces se llamaba Games & Music Division. Fue estrenado el 31 de diciembre de 1997, y contando con solo 12 canciones, es un simulador de disc jockey el cual consiste en cinco botones colocados de forma piramidal (dos negros en la parte superior y tres blancos en la parte inferior), y un disco giratorio, el cual se hace girar de arriba hacia abajo y viceversa.

## Modo de juego
El juego consiste en ejecutar las notas de la tabla apretando los botones cada vez que estas llegan al marcador rojo. En cuanto al disco giratorio, cada vez que las notas llegan al marcador, estas se ejecutan girando el disco hacia arriba o abajo. Si son varias notas seguidas, se debe girar el disco arriba y abajo varias veces. En la parte inferior de la pantalla se muestran las barras de energía de cada jugador. 
Para ganar un stage, la barra de energía debe estar llena a tope, o dentro del límite indicado de color verde. Estos se encargan en medir la precisión del jugador. Si la barra queda vacía o parcialmente completa, se perderá el set. 

## Stage especial
Este stage de denomina así debido a su singularidad. Se consigue desbloquear tras completar exitosamente los dos primeros stages, el cual consiste en completar la canción DJ BATTLE. Lo que lo convierte único y diferente de otras canciones es que solo consiste en notas compuestas solamente de scratches (notas que pueden ser ejecutadas por el disco giratorio). Al ejecutar las notas, se debe girar el disco desde arriba hacia abajo y viceversa.

## Canciones
La siguiente tabla muestra las canciones introducidas en el juego:
| PRACTICE STAGE                  | -         | ♪♪♪♪♪            | 94-112  |
| u gotta groove                  | HIP-HOP   | DJ nagureo       | 94-100  |
| jam jam reggae                  | REGGAE    | jam master '73   | 90      |
| OVERDOSER (romo mix)            | TECHNO    | MIRAK            | 132     |
| OVERDOSER (ambient mix)         | TECHNO    | MIRAK            | 134     |
| 2 gorgeous 4U                   | BREAK-BTS | prophet-31       | 150     |
| greed eater                     | BREAK-BTS | The Dust Fathers | 112     |
| LOVE SO GROOVY                  | SOUL      | LOVEMINTS        | 141     |
| LOVE SO GROOVY (12inch version) | SOUL      | LOVEMINTS        | 141     |
| 20,novemver (single mix)        | HOUSE     | DJ nagureo       | 130     |
| 20,novemver (radio edit)        | HOUSE     | DJ nagureo       | 130     |
| RAVE                            | e~emotion | e.o.s            | 140-145 |
| DJ-BATTLE                       | DJ-BATTLE | ♪♪♪♪♪            | 93      |

## Expert Course
El objetivo del modo Expert Course es medir la habilidad del jugador mediante una sesión de canciones sin parar con un total del 7 stages. Para acceder, se deben apretar todos los 5 botones rectangulares a la vez. El objetivo principal es completar la sesión al 100%. Tras terminar, al jugador se le mostrará una tabla de todos los resultados con detalle y se terminará el juego. Si el jugador pierde en una canción, el juego le dará los resultados hasta donde avanzó y finalizará el juego.